# Abarán
Abarán è un comune spagnolo di 12 991 abitanti situato nella comunità autonoma di Murcia.